# آمیگا ۲۰۰۰
آمیگا ۲۰۰۰ (به انگلیسی: Amiga 2000) یا به اختصار A2000 یک رایانه شخصی است که در مارس ۱۹۸۷ توسط شرکت کمودور تولید گردید.
این محصول ابتدا به عنوان یک آمیگا ۱۰۰۰ با قابلیت ارتقاهای متفاوت معرفی شد، اما بلافاصله توسط شرکت کمودور و جهت کاهش هزینه‌ها و هماهنگی با مدل آمیگا ۵۰۰ دوباره طراحی شد. قابلیت‌های گسترش سیستم آمیگا ۲۰۰۰ شامل دو محل برای گرداننده فلاپی دیسک ۳٫۵ اینچ (که یکی از آن‌ها هنگام تولید بر روی دستگاه نصب می‌شد) و یک محل برای قرارگیری گرداننده فلاپی ۵٫۲۵ اینچ (جهت هماهنگی با رایانه‌های سازگار با آی‌بی‌ام)، یک دیسک سخت یا سی دی رام که قابل تهیه می‌باشند.
آمیگا ۲۰۰۰ اولین مدل از سری آمیگا می‌باشد که اجازه اضافه کردن بردهای ارتقاء سیستم را به صورت داخلی به کاربران می‌دهد. آداپتورهای SCSI، کارت‌های شبکه، کارت‌های حافظه، کارت‌های ارتقاء سی پی یو، کارت‌های گرافیک، کارت‌های افزایش درگاه سریال و کارت‌های سازگاری با پی سی از جمله موارد قابل دسترس این سیستم هستند که به‌طور هم‌زمان قابل استفاده در سیستم هستند و برخلاف آمیگا ۱۰۰۰ نیازی به محل اضافی برای ارتقاء را ندارد. آمیگا ۲۰۰۰ نه تنها پنج اسلات خالی برای قرار دادن کارت «زورو ۲» در اختیار کاربر می‌گذارد، بلکه مادربورد این سیستم چهار اسلات برای PC ISA دارد که دو عدد از آن‌ها به صورت داخلی با اسلات‌های «زورو ۲» در ارتباط می‌باشند تا به این ترتیب و با استفاده از برد A2088 Bridge سیستم آمیگا ۲۰۰۰ را با رایانه شخصی آی‌بی‌ام اکس‌تی سازگار نماید.
آمیگا ۲۰۰۰ یکی از قابل ارتقاءترین و چندکاره‌ترین مدل‌های تولید شده آمیگا بود و به مدت چهار سال که «آمیگا ۳۰۰۰ تی» معرفی شد این عنوان را در اختیار داشت.

## ویژگی‌ها

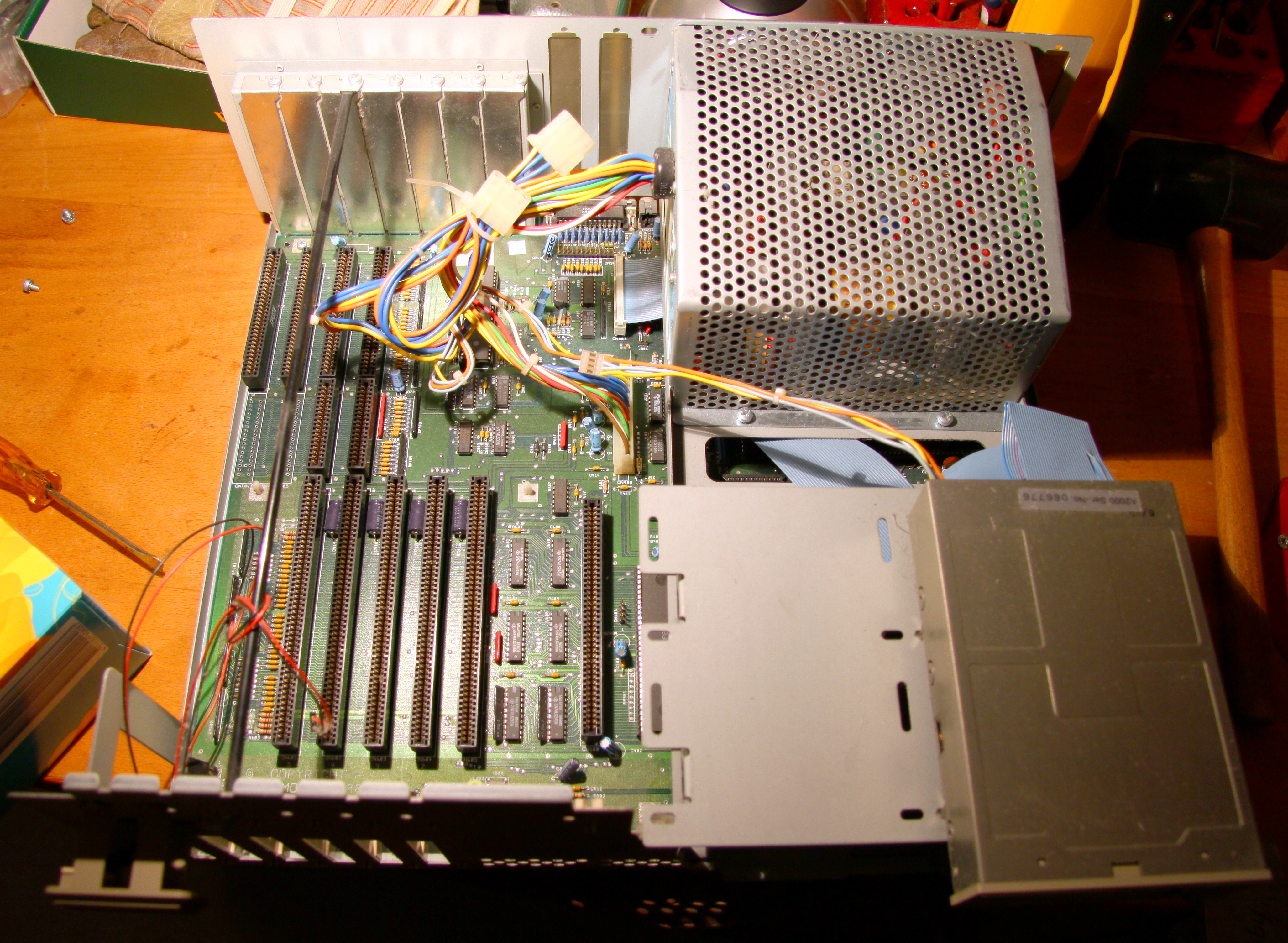
داخل آمیگا ۲۰۰۰ (مادربورد اصلاح شده ۶٫۲). سومین و چهارمین اسلات از سمت چپ، اسلات‌های bridge می‌باشند به اضافه کانکتورهای «زورو ۲» که با کانکتورهای ISA در ارتباط هستند

مدل‌های جدید آمیگا ۲۰۰۰ با طراحی تازه سخت‌افزاری از چیپست‌های سازگار با آمیگا ۵۰۰ بیشتری استفاده می‌کرد به اضافه یک کنترلر باس با نام "باستر" که با سیستم فرعی کارت‌های «زورو» هماهنگی کامل دارد. این قابلیت همچنین باعث فعال شدن کنترل سیستم بر روی اسلات کمک پردازنده و امکان اضافه نمودن دستگاه‌های ویدئویی اضافه شونده را می‌دهد.
آمیگا ۲۰۰۰ مانند آمیگا ۱۰۰۰ و بسیاری از رایانه‌های سازگار با آی بی ام زمان خود و برخلاف آمیگا ۵۰۰، به صورت یک بدنه جدا از صفحه کلید و به شکل رومیزی تولید گردید. به جهت هماهنگی با کارت‌های ارتقاء، دو گرداننده ۳٫۵ و یک گرداننده ۵٫۲۵ اینچ که در داخل دستگاه نصب می‌شوند، بدنه آمیگا ۲۰۰۰ بلندتر از مدل آمیگا ۱۰۰۰ طراحی شده. بدنه آمیگا ۲۰۰۰ برخلاف آمیگا ۱۰۰۰ جایی برای قرار گرفتن صفحه کلید در مواقع بیکاری ندارد، اما فضای کافی برای پنج اسلات «زورو ۲»، دو اسلات ۱۶ بیت و دو اسلات ۸ بیت ISA، یک اسلات ارتقاء سی پی یو و یک اسلات ویدئو را دارا می‌باشد. برخلاف آمیگا ۱۰۰۰، مادربورد آمیگا ۲۰۰۰ مجهز به یک باتری برای نگهداری زمان به صورت واقعی می‌باشد.
آمیگا ۲۰۰۰ رایانه‌ای بود که در دوره خودش یکی از قدرتمندترین گرافیک‌های زمان خود را ارائه می‌داد و تنها رایانه «مکینتاش ۲» بود که با قیمتی حدود دو برابر از نظر گرافیکی بر آمیگا ۲۰۰۰ برتری داشت، ضمن اینکه آمیگا ۲۰۰۰ دارای یک برد Bridge سازگار با رایانه‌های شخصی آی بی ام بود و یک گرداننده فلاپی دیسک ۵٫۲۵ اینچ داشت. آمیگا ۲۰۰۰ نیز مانند آمیگا ۱۰۰۰ فقط در فروشگاه‌های مخصوص عرضه کامپیوتر فروخته می‌شد. قیمت این سیستم به صورت اورجینال ۱۴۹۵ دلار آمریکا بود.
راه موفقیت‌آمیز آمیگا ۲۰۰۰ در سال ۱۹۹۰ و با عرضه آمیگا ۳۰۰۰ ادامه یافت. آمیگا ۳۰۰۰ ویژگی‌های کمتری برای ارتقاء شخصی کاربران نسبت به آمیگا ۲۰۰۰ داشت، به همین دلیل شرکت کمودور در سال ۱۹۹۱ رایانه «آمیگا ۳۰۰۰ تی» را برای تکمیل توانایی‌های آمیگا ۳۰۰۰ عرضه نمود.

## مدل‌های مختلف
ساختار آمیگا ۲۰۰۰ در اصل به صورت «معماری باز» طراحی شده بود. مهندسان شرکت کمودور متوجه شده بودند در صورتی که بخواهند سیستم‌های بسته ارائه نمایند به احتمال زیاد موفق نخواهند بود، به همین دلیل تصمیم به ارائه یک سیستم با ساختار واحد گرفتند که بتوان با توسعه و ارتقاء قطعات آن، مدل‌های مختلفی را ایجاد کرد. براساس اظهار نظر مجله «Info»، آمیگا ۲۰۰۰ در این را موفق بود و این سیستم تا پایان قرن گذشته همچنان فعال و به روز بود.
طراحی نهایی سیستم، نتیجه کشمکش داخلی در شرکت کمودور بود. بخش آمریکایی این شرکت طرح ساخت یک سیستم شبیه آمیگا ۳۰۰۰ و (آمیگا ۱۰۰۰) را داشت در حالیکه بخش آلمانی شرکت کمودور، ساخت و طراحی اولین رایانه کمودور سازگار با «پی سی» را مد نظر داشتند و قصد داشتند این توانایی را از ابتدا روی آمیگا ۲۰۰۰ پیاده کنند. و در نهایت ایده و طرح بخش آلمانی به‌طور عملی اجرا گردید و سیستم آمیگا ۲۰۰۰ علاوه بر داشتن اسلات «زورو ۲» جهت ارتقاء سی پی یو، مجهز به اسلات استاندار «پی سی» (اسلات‌های ISA) نیز بود.
این ساختار یک بازبینی بزرگ در سری آمیگا بود، مادربورد «B2000-CR» اولین اصلاحیه بزرگ سخت‌افزاری بود که عرضه شد. این مادربورد توسط «دِیو هاینی» و «تری فیشر» طراحی گردید (البته نام هایشان نیز بر روی مادربورد چاپ شده بود) و در واقع یک مادر بورد اصلاح شده با استفاده از بعضی تکنولوژی‌های پیشرفته آمیگا ۵۰۰ بود که نتیجه آن منجر به کم شدن قیمت تمام شده مادربورد گردد. (پسوند CR در نام مادربورد اشاره به Cost Reduction دارد به معنی کاهش هزینه)
آمیگا ۲۰۰۰ در ابتدا با یک گرداننده فلاپی دیسک عرضه شد که بعد از مدت کوتاهی توسط «آمیگا ۲۰۰۰/اچ‌دی» ادامه پیدا کرد. این باندل شامل کنترلر دیسک سخت آمیگا ۲۰۹۰ و یک دیسک سخت بر پایه SCSI بود. در سال ۱۹۸۵ میلادی کمودور رایانه «آمیگا ۲۵۰۰/۲۰» را عرضه کرد که شامل کارت ارتقاء سی پی یو آمیگا ۲۶۲۰، یک سی پی یو ۶۸۰۲۰ با سرعت ۱۴٫۳ مگاهرتز، یک کمک پردازنده ریاضی ۶۸۸۸۱، و یک پردازنده واحد مدیریت حافظه ۶۸۸۵۱ به علاوه ۲ مگابایت حافظه ۳۲ بیتی بود که به آمیگا ۲۰۰۰ اصلی اضافه شده بود. سی پی یو اصلی آمیگا ۲۰۰۰ (موتورولا ۶۸۰۰۰) همچنان بر روی مادربورد نصب شده بود ولی استفاده نمی‌گردید. در سال ۱۹۸۹ این سیستم با مدل «آمیگا ۲۵۰۰/۳۰» جایگزین گردید که شامل کارت سی پی یو ۲۶۳۰ (موتورولا ۶۸۰۳۰ با سرعت ۲۵ مگاهرتز) و کمک پردازنده ریاضی ۶۸۸۸۲ با ۴ مگابایت حافظه ۳۲ بیتی بود. کارت ۲۶۳۰ همچنین قابلیت افزایش حافظه رَم را بر روی خود کارت دارا بود که حداکثر ۶۴ مگابایت حافظه را پشتیبانی می‌کرد. البته شرکت کمودور این مدل را به صورت پیش تولید طراحی نموده بود ولی هرگز آن را عرضه نکرد.

### آمیگا ۱۵۰۰
در سال ۱۹۹۰ کمودور یک مدل از آمیگا ۲۰۰۰ را با عنوان آمیگا ۱۵۰۰ و به قیمت ۹۹۹ پوند عرضه نمود. طراحی این مدل توسط شرکت کمودور اینترنشنال مورد حمایت قرار نگرفت. آمیگا ۱۵۰۰ همراه با دو گرداننده فلاپی دیسک و یک مگابایت چیپ رَم استاندارد عرضه شد. این محصول با «کیک استارت» ۱٫۳ (و البته سیستم عامل آمیگا او اس ۱٫۳) همراه بود. تولیدات اولیه این محصول به صورت باندل با یک نمایشگر 1084SD1 به فروش می‌رفت. در تولیدات بعدی این سیستم با چیپست «ایی سی اس» و آمیگا او اس ۲٫۰۴ عرضه شد. فلاپی دیسک دوم این سیستم با یک هارد سخت جایگزین شد، این در حالی بود که آمیگا ۱۵۰۰ اولیه دارای دیسک سخت نبود.
آمیگا ۱۵۰۰ به راحتی و با اضافه کردن یک کنترلر دیسک سخت و برداشتن لیبل آمیگا ۱۵۰۰ قابل تبدیل به مدل آمیگا 2000 HD بود (در زیر لیبل A1500، لیبل A2000) قرار داشت.
تنها دلیلی که این مدل فقط در انگلستان عرضه شد، بنا به اظهار نظر «Checkmate Digital» شاید وجود یک کیت قابل آپگرید برای آمیگا ۵۰۰ بود که اتفاقاً با نام A1500 شناخته می‌شد و کمودور سعی داشت این نام را برای خودش محفوظ نگه دارد.

### آمیگا ۲۵۰۰
آمیگا ۲۵۰۰ یا A2500 یک مدل مجزا و متفاوت نبود، در واقع فقط یک نام بازاریابی برای باندل آمیگا ۲۰۰۰ بود که به همراه یک کارت شتاب دهنده موتورولا ۶۸۰۲۰ یا ۶۸۰۳۰ عرضه می‌شد. کارت‌های شتاب دهنده‌ای که توسط آمیگا ۲۵۰۰ استفاده می‌شدند، به صورت جداگانه هم برای استفاده در آمیگا ۲۰۰۰ قابل تهیه بودند. آمیگا ۲۵۰۰هایی که با کارت ۶۸۰۳۰ عرضه می‌شدند، در بازار با نام A2500/30 به فروش می‌رسیدند.
به دلیل اینکه آمیگا ۲۵۰۰ها همراه با یک پردازنده غیرفعال موتورولا ۶۸۰۰۰ عرضه می‌شدند، تأثیری بر قیمت نهایی نداشت و به همین علت پروژه‌ای جهت جایگزینی پردازنده ۶۸۰۲۰ بر روی مادربورد و به جای ۶۸۰۰۰ آغاز شد که در آینده به یک سیستم با کارت «زورو ۲» برپایه ۶۸۰۲۰ تبدیل شود، اما در نهایت هنگامی که «دِیو هاینی» تولیدات جدید باس «زورو ۳» را دید، این پروژه تبدیل به طرح تولیدی آمیگا ۳۰۰۰ گردید.
آمیگا ۲۵۰۰ پس از تولید آمیگا ۳۰۰۰ همچنان در خط تولید باقی ماند و تنها دلیل آن عدم قرار گرفتن کارت‌های «ویدئو توستر» (کارت‌های مخصوص ویرایش ویدئو در حالت ان تی اس سی) در بدنه تغییر یافته آمیگا ۳۰۰۰ بود. تا زمان عرضه «ویدئو توستر ۴۰۰۰» دستگاه آمیگا ۲۵۰۰ سریعترین رایانه جهت استفاده از کارت‌های «توستر» بود.

## اطلاعات فنی
اکثر سیستم‌های آمیگا ۲۰۰۰ با چیپست «او سی اس» و یک مگابایت حافظه رَم (۵۱۲ کیلوبایت چیپ رَم و ۵۱۲ کیلوبایت رَم اضافه شونده) و سیستم عامل آمیگا او اس ۱٫۲ یا ۱٫۳ عرضه گردیدند. بعد از مدتی در سیستم‌های بازبینی شده، تراشه «او سی اس» جای خود را به تراشه‌های جدیدتری با نام «ایی سی اس» (ECS یا Enhanced Chip Set) دادند و حافظه رَم سیستم به‌طور یکپارچه دارای یک مگابایت چیپ رَم و سیستم عامل آمیگا او اس ۲٫۰ گردید.
آمیگا ۲۰۰۰ با یک ریزپردازنده موتورولا ۶۸۰۰۰ به عنوان پردازنده مرکزی و در سرعت‌های ۷٫۱۶ مگاهرتز (ان تی اس سی) یا ۷٫۰۹ مگاهرتز (پال) عرضه می‌گردید که قابلیت ارتقاء با پردازنده ۶۸۰۱۰ به صورت جایگزینی مستقیم را داشت. شرکت‌های سخت‌افزاری تولیدکننده کارت‌های ارتقاء دهنده، همچنین اقدام به عرضه کارت‌های ارتقاء سی پی یو با استفاده از پردازنده‌های ۶۸۰۲۰، ۶۸۰۳۰، ۶۸۰۴۰ یا ۶۸۰۶۰ نمودند که در شیارهای موجود بر روی مادربورد نصب می‌گردید. این ارتقاءها محدود به سی پی یو نبود و دامنه تولید آن‌ها به حافظه‌های رَم، کمک پردازنده‌ها و حتی کنترل‌کننده‌های SCSI می‌شد.
تفاوت ظرفیت حافظه‌های این مدل بستگی به نسخه‌های اصلاح شده سیستم داشت. تعدادی از نسخه‌های اصلاح شده خاص آمیگا ۲۰۰۰ جهت هماهنگی با یک مگابایت چیپ رَم خود، قابلیت ارتقاء به وسیله نصب کردن چیپست «8372A آگنس» را داشت. علاوه بر این حافظه ۲ مگابایت نیز قابل سازگاری با اضافه نمودن چیپست «8372B آگنس» بود. در عمل و با توجه به توانایی آدرس دهی «سی پی یو» اورجینال آمیگا ۲۰۰۰ (موتورولا ۶۸۰۰۰)، این سیستم توانایی حداکثر داشتن ۸ مگابایت حافظه رَم را دارد.
آمیگا ۲۰۰۰ یک قابلیت جدید به سری رایانه‌های آمیگا اضافه نمود و آن باس «زورو ۲» بود. این گذرگاه باس جدید اجازه نصب سخت‌افزارهای سازگار با استاندارد «کانفیگ خودکار» آمیگا را می‌داد، از جمله این سخت‌افزارها می‌توان به کارت‌های گرافیک، صدا، شبکه، درگاه موازی، SCSI و کنترلرهای یواس‌بی را نام برد.
«ایزا اسلات‌ها» با استفاده از یک bridgeboard قابلیت فعال شدن را داشتند، این بردها امکان ارتباط بین گذرگاه‌های باس «زورو ۲» و «ایزا» را فراهم می‌کرد. وجود bridgeboardها به صورت استاندارد که شامل سخت‌افزار سازگار با رایانه‌های آی بی ام (از جمله اینتل ۸۰۲۸۶، ۸۰۳۸۶ یا ۸۰۴۸۶) بودند، این امکان را به آمیگا می‌دادند که کل سیستم «آی بی ام» را به صورت سخت‌افزاری شبیه‌سازی کند. بقیه اسلات‌های ایزا می‌توانستند توسط سخت‌افزارهای استاندارد آن زمان شامل کارت‌های شبکه، کارت‌های گرافیک و کنترل‌کننده‌های دیسک سخت، استفاده شوند. علاوه بر موارد بالا در بعضی از مدل‌های آمیگا ۲۰۰۰ دو عدد اسلات ایزای ۸ بیتی، قابل ارتقاء به اسلات ۱۶ بیت بودند.

### مشخصات
| ویژگی                   | مشخصات |
| ----------------------- | --- |
| واحد پردازش مرکزی       | موتورولا ۶۸۰۰۰ (۷٫۱۶ مگاهرتز ان‌تی‌اس‌سی، ۷٫۰۹ مگاهرتز پال) |
| حافظه رَم                | ۱ مگابایت به صورت‌های زیر: - ۵۱۲ کیلوبایت به صورت «چیپ رَم» و ۵۱۲ کیلوبایت رَم اضافه شونده [A][B] - ۱ مگابایت «چیپ رم» [C] قابل ارتقاء به ۲ مگابایت رم (بعضی مدل‌ها احتیاج به تغییرات سخت‌افزاری دارند) قابل ارتقاء حداکثر به ۸ مگابایت بدون ارتقاء سی‌پی‌یو یا ۱۲۸ مگابایت با ارتقاء سخت‌افزاری سی‌پی‌یو |
| حافظه رام               | ۲۵۶ یا ۵۱۲ کیلوبایت حافظه رام «کیک استارت» |
| چیپ ست                  | «اوسی‌اس» (Original Chip Set) یا «ایی سی اس» (Enhanced Chip Set)[C] |
| ویدئو                   | پلت رنگ ۱۲ بیتی (۴۰۹۶ رنگ). حالت‌های گرافیکی شامل ۳۲، ۶۴ (حالت تصویری EHB که در مدل‌های ان‌تی‌اس‌سی وجود نداشت) یا ۴۰۹۶ رنگ (HAM) هم‌زمان در صفحه نمایش: - ۳۲۰×۲۰۰ به ۳۲۰×۴۰۰i (ان‌تی‌اس‌سی) - ۳۲۰×۲۵۶ به ۳۲۰×۵۱۲i (پال) حالت‌های گرافیکی ۱۶ رنگ بر روی صفحه نمایش: - ۶۴۰×۲۰۰ به ۶۴۰×۴۰۰i (ان‌تی‌اس‌سی) - ۶۴۰×۲۵۶ به ۶۴۰×۵۱۲i (پال) حالت‌های گرافیکی مخصوص به «ایی سی اس»: - ۱۲۸۰×۲۰۰ به ۱۲۸۰×۵۱۲i و ۶۴۰×۴۸۰p (وی‌جی‌ای) با ۴ رنگ بر روی صفحه - ۸۰۰×۶۰۰i با ۲ رنگ بر روی صفحه |
| صدا                     | ۴ کانال ۸ بیت PCM (دو کانال استریو) ۲۸ کیلوهرتز حداکثر سمپل ریت (۵۶ کیلوهرتز در حالت «ایی سی اس») ۷۰ dB نسبت سیگنال به نویز |
| فضای ذخیره‌سازی داخلی    | گرداننده دیسک سخت ۳٫۵ اینچ SCSI (فقط در مدل آمیگا ۲۰۰۰/اچ‌دی) |
| حافظه ذخیره‌سازی جداشدنی | گرداننده فلاپی دیسک ۳٫۵ اینچ (با ظرفیت ۸۸۰ کیلوبایت) |
| درگاه‌های صدا/تصویر      | خروجی آنالوگ آرجی‌بی ویدئو (DB-23M) اسلات «جن‌لاک» (داخل کیس)[A] خروجی ویدئوی کامپوزیت تک‌رنگ (رابط آرسی‌ای)[B][C] ۲ خروجی صوت (رابط آرسی‌ای) خروجی ویدئو (داخل کیس)[B][C] |
| درگاه‌های ورودی/خروجی    | درگاه صفحه کلید (رابط ۵ پین DIN) دو عدد درگاه ورودی ماوس و اهرمک (DE9) درگاه سریال RS-232 درگاه موازی (DB-25F) درگاه گرداننده فلاپی دیسک (DB-23F) |
| شیارهای توسعه           | ۵ شیار ۱۰۰ پین ۱۶ بیت «زورو ۲» ۲ شیار ۱۶ بیت ISA (برای فعال شدن نیاز به bridgeboard می‌باشد) ۲ شیار ۸ بیت ISA (برای فعال شدن نیاز به bridgeboard می‌باشد) ۱ شیار ۸۶ پین ارتقاء CPU/MMU |
| سیستم عامل              | آمیگااواس ۱٫۲/۱٫۳ (کیک‌استارت ۱٫۲/۱٫۳ و رابط کاربری گرافیکی «ورک بنچ» ۱٫۲/۱٫۳) یا آمیگااواس ۲٫۰ (کیک‌استارت ۲٫۰۴ و رابط کاربری گرافیکی «ورک بنچ» ۲٫۰۴) |
| متفرقه                  | ۲ عدد مکان قرارگیری گرداننده ۳٫۵ اینچ در جلوی کیس ۱ عدد مکان قرارگیری گرداننده ۵٫۲۵ اینچ در جلوی کیس باتری نگهدارنده زمان |

### نکته
^  مدل A (اصلاح شده ۳٫۰ و ۴٫۰) سال ۱۹۸۶

^  مدل B (اصلاح شده ۳٫۰ و ۴٫۰) سال ۱۹۸۶

^  مدل C (اصلاح شده ۴٫۱ و ۵٫۰) سال ۱۹۹۱

## همسنگ‌های انگلیسی
1. ↑  Zorro II
2. ↑  IBM XT
3. ↑  Amiga 3000T
4. ↑  Buster
5. ↑  Macintosh II
6. ↑  Commodore PC compatible systems
7. ↑  Dave Haynie
8. ↑  Terry Fisher
9. ↑  Amiga 2000/HD
10. ↑  Amiga 2500/20
11. ↑  Amiga 2500/30
12. ↑  Amiga 1500
13. ↑  Commodore International
14. ↑  ChipRAM
15. ↑  Kickstart
16. ↑  (Enhanced Chip Set به معنی چیپست توسعه یافته)
17. ↑  Zorro-III
18. ↑  Video Toaster
19. ↑  Video Toaster 4000
20. ↑  (OCS یا Original Chip Set)
21. ↑  AutoConfig
22. ↑  VGA
23. ↑  Genlock
24. ↑  Workbench